# Good Charlotte
Good Charlotte este o trupă americană de rock din Warldorf, Maryland formată în 1996. Numele trupei provine de la o carte pentru copii numită Good Charlotte: Fetele din orfelinatul Good Day de Carol Beach York și au scos patru albume în total, cel mai remarcabil fiind cel din 2002 ,The young and the hopeless,care conținea single-urile Lifestyles of the Rich & Famous, The Anthem și Girls&Boys.Cel mai nou album al lor,Good Morning Revival,scos pe 19 martie 2007,în Europa și pe 27 martie 2007 în Statele Unite.

## Începutul
Din 1996 pană în 1999, Good charlotte au cântat în cluburi și localuri mici.Au captat repede atenția formației Lit.Cu puțin timp dupa, Good Charlotte a cântat câteva melodii cu  Blink-182,care tocmai dobândise succes cu albumul Enema of the State. Toate acestea au atras atenția unor mari case de discuri, și astfel Good Charlotte a semnat un contract cu Epic Records în 1999.